# Miss Europe 1980

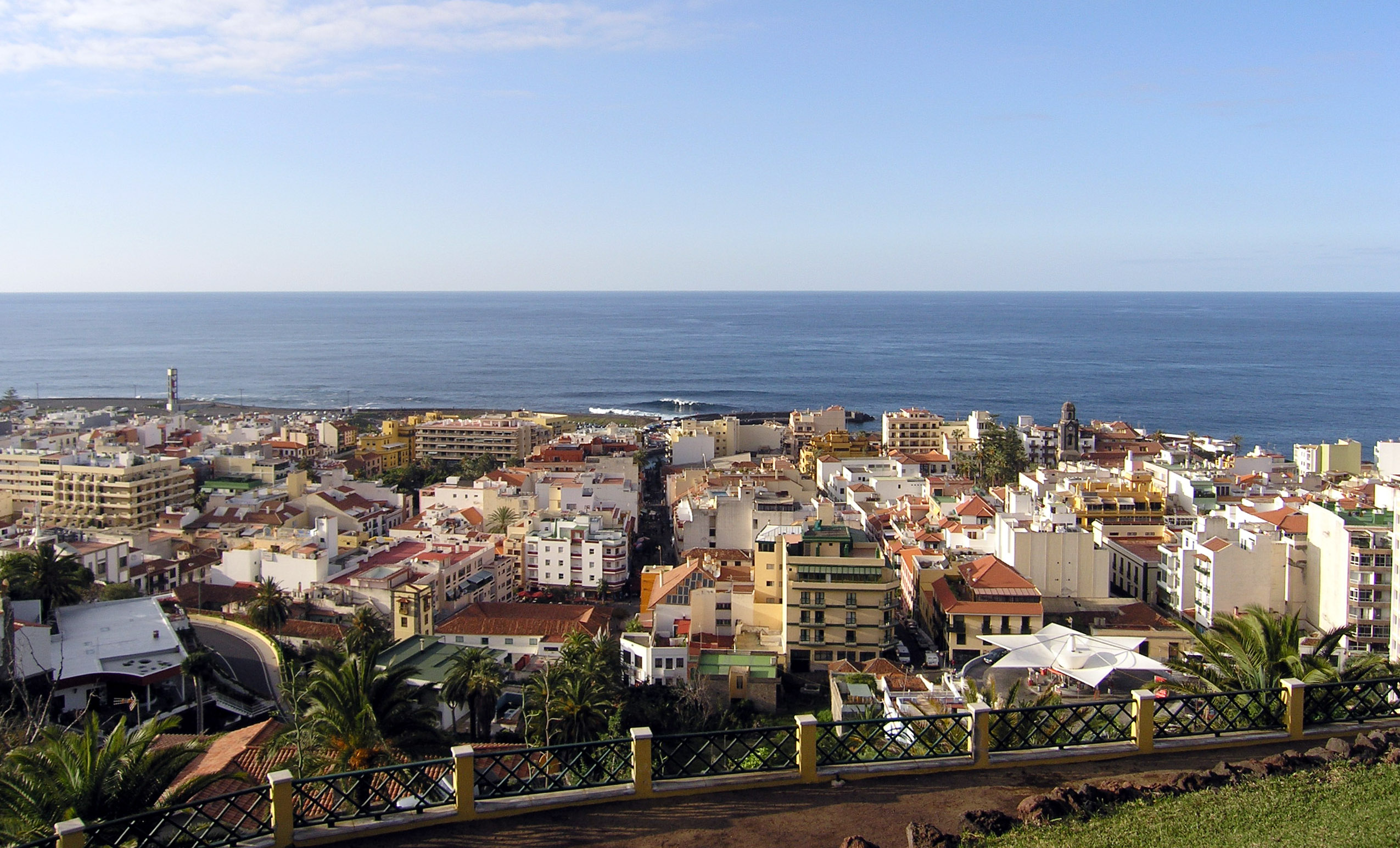
Blick auf Puerto de la Cruz, den Ort der Veranstaltung

Der Wettbewerb um die Miss Europe 1980 war der neunundzwanzigste seit 1948, den die Mondial Events Organisation (MEO) durchführte. Sie war von den Franzosen Roger Zeiler und Claude Berr ins Leben gerufen worden, hatte ihren Sitz in Paris und arrangierte den Wettbewerb bis 2002.
Die Kandidatinnen waren in ihren Herkunftsländern von nationalen Organisationskomitees ausgewählt worden, die mit der MEO Lizenzverträge abgeschlossen hatten. Dabei muss es sich nicht in jedem Fall um die Erstplatzierte in ihrem nationalen Wettbewerb gehandelt haben.
Die Veranstaltung war von 1979 auf den 2. März 1980 verschoben worden, so dass die MEO sie und die Siegerin als „Miss Europe 1979/80“ bezeichnete. Sie fand in Puerto de la Cruz auf den zu Spanien gehörenden Kanarischen Inseln statt. Erstmals in ihrer Geschichte wurde die Veranstaltung tagsüber durchgeführt, statt wie bisher spät abends bzw. nachts. Es gab 20 Bewerberinnen.
| Land                    | Schreibweise bei Pageantopolis      | Schreibweise in der Heimatsprache                      | Teilnahme an weiteren Wettbewerben                                       |
| ----------------------- | ----------------------------------- | ------------------------------------------------------ | ------------------------------------------------------------------------ |
| Platzierungen           |                                     |                                                        |                                                                          |
| 1. Österreich           | Karin Zorn                          | Karin Zorn                                             | Miss Universe 1979, Miss World 1979: Platz 7                             |
| 2. Belgien              | Christine Linda Bernadette Cailliau | Christine Cailliau                                     | Miss Universe 1979, Miss World 1979                                      |
| 3. Spanien              | Maria Dolores („Lola“) Forner Toro  | Maria Dolores Forner Toro                              | Miss World 1979: Semifinale                                              |
| 4. Schweden             | Christina Bolinder                  | Christina Bolinder                                     | Miss Scandinavia 1980: Platz 2                                           |
| 5. Norwegen             | Anette Stai                         | Anette Stai                                            | Supermodel of the World 1980: Siegerin                                   |
| Top 7                   |                                     |                                                        |                                                                          |
| BR Deutschland          | Andrea Hontschik                    | Andrea Hontschik                                       | Miss Universe 1979: Semifinale, Miss World 1979: Semifinale              |
| Holland                 | Marlene Vermeulen                   | Marlene Vermeulen                                      |                                                                          |
| Weitere Teilnehmerinnen |                                     |                                                        |                                                                          |
| Dänemark                | Lone Gladys Jörgensen               | Lone Gladys Jørgensen                                  | Miss Universe 1979, Miss Scandinavia 1980, Miss World 1979               |
| England                 | Tracey Jessop                       |                                                        |                                                                          |
| Finnland                | Päivi Uitto                         | Päivi Uitto                                            | Miss Universe 1979, Miss Scandinavia 1980: Platz 4                       |
| Frankreich              | Sylvie Hélène Marie Parera          | Sylvie Paréra                                          | Miss Universe 1979, Miss World 1979, Miss International 1980: Semifinale |
| Griechenland            | Mika Dimitropoulou                  | Μίκα Δημητροπούλου                                     | Miss World 1979                                                          |
| Irland                  | Maura McMenamim                     |                                                        | Miss World 1979, Miss Universe 1980                                      |
| Island                  | Kristin Bernhardsdóttir             | Kristín Bernharðsdóttir                                |                                                                          |
| Italien                 | Franca Filone                       |                                                        |                                                                          |
| Malta                   | Brenda de Bono                      |                                                        |                                                                          |
| Schottland              | Lorraine Davidson                   |                                                        | Miss Universe 1979, Miss International 1980                              |
| Schweiz                 | Birgit Krahl                        |                                                        | Miss Universe 1979                                                       |
| Türkei                  | Serap Yalcin                        | Serap Yalçın                                           |                                                                          |
| Wales                   | Janet Beverly Hobson                |                                                        | Miss Universe 1979: Semifinale                                           |
| Nicht angetreten        |                                     |                                                        |                                                                          |
| Zypern                  | Constantia Christodoulidou          | Κωσταντίνο Χριστοδουλίδου (Kostandino Christodoulidou) |                                                                          |